# Mansarda

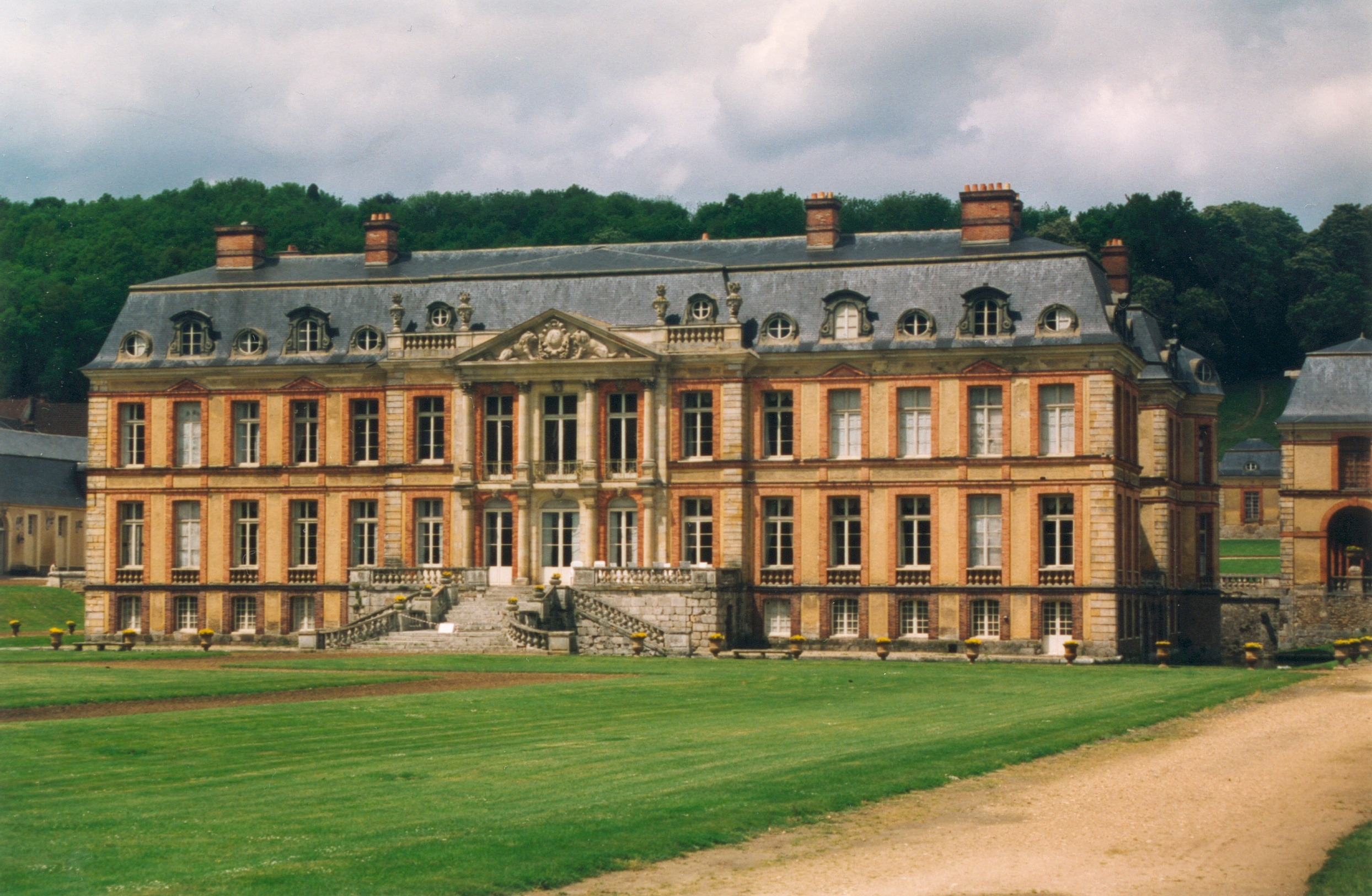
Um telhado em mansarda no Castelo de Dampierre (1675–1683), de Jules Hardouin-Mansart.

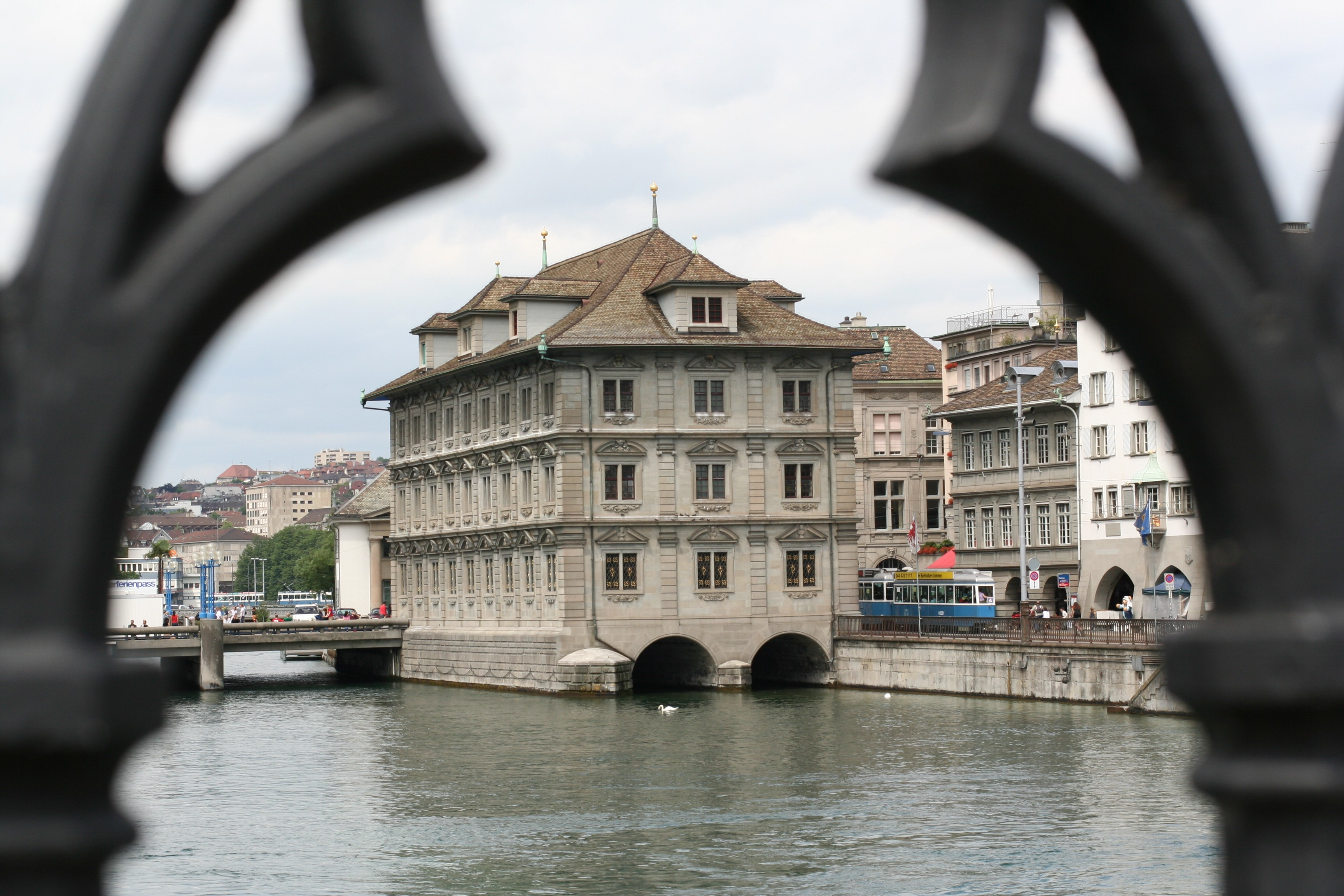
Teto com mansardas em Zurique

Mansarda, em arquitetura, é a janela disposta sobre o telhado de um edifício para iluminar e ventilar seu desvão ou sótão e, por extensão, o próprio desvão ou sótão, que pode ser usado como mais um cômodo de uma casa. É um estilo de quatro lados caracterizado por dois declives em cada um de seus lados com a inclinação mais baixa, perfurado por uma janela em um ângulo mais acentuado que o superior.
O termo mansarda tem origem no nome do arquitecto parisiense François Mansart (1598–1666), que, contrariamente ao senso comum, não inventou esse elemento arquitetónico, mas o popularizou inspirando-se em obras italianas anteriores. Seu sobrinho-neto, Jules Hardouin Mansart, deu prestígio à mansarda ao utilizá-la na construção do Palácio de Versalhes.